# جشن رقص پایان سال (فیلم)
جشن رقص پایان سال (به انگلیسی:The Prom) یک فیلم کمدی موزیکال آمریکایی به کارگردانی رایان مورفی است. این فیلم بر اساس موزیکال برادوی به همین نام ساخته شده‌ است در سال ۲۰۲۰ منتشر و در شبکه نتفلیکس پخش شد. مریل استریپ، جیمز کوردن، نیکول کیدمن، اندرو رنلز و کیگان-مایکل_کی از جمله بازیگران این فیلم هستند.

## داستان
اما نولان دختر نوجوان همجنسگرایی است که در ایالت ایندیانا زندگی میکند. اما تصمیم میگیرد به همراه دوست دخترش به جشن رقص مدرسه برود. به علت مخالفت شدید انجمن اولیا و مربیان با این موضوع، مراسم رقص لغو میشود. 
در همین حال در نیویورک چهار ستاره تئاتر، متوجه میشوند که نزد مردم و منتقدان به عنوان افرادی خودشیفته و منفور شناخته میشوند. با انتشار خبر اما در توییتر، این چهار ستاره (دی‌دی، بری، ترنت و انجی) تصمیم میگیرند برای احیای وجهه خود در رسانه‌ها به ایندیانا رفته و به اما کمک کنند....

## بازیگران
- مریل استریپ به عنوان «دی دی آلن»
- جیمز کوردن در نقش «باری گلیکمن»
- اندرو رنلز به عنوان «ترنت الیور»
- نیکول کیدمن در نقش «آنجی دیکینسون»
- جو الن پولمن در نقش «اما نولان»
- آریانا دبوز به عنوان «آلیسا گرین»
- آوکوافینا به عنوان «خانم شلدون»
- کیگان - مایکل کلید به عنوان «آقای هاوکینز»
- کری واشینگتن به عنوان «خانم گرین»
- لوگان رایلی هاسل
- صوفیه دلر
- نیکو گرتام
- ناتانیل جی پوتوین

## انتشار
فیلم در اواخر سال ۲۰۲۰ توسط شبکه نت‌فلیکس منتشر شد.